# Cefn Druids Association Football Club
Il Cefn Druids Association Football Club (in gallese: Derwyddon Cefn), meglio noto come Cefn Druids, è una società calcistica gallese con sede nel villaggio di Cefn Mawr, Wrexham.

## Storia
Il club fu fondato nel 1872 dalla fusione tra il Cefn Albion ed il Druids United. Nel corso dei primi anni della sua storia partecipava contemporaneamente alla Coppa del Galles ed alla FA Cup inglese (fino all'inizio della stagione 1992-1993 le squadre gallesi pur partecipando alla Coppa del Galles prendevano parte ai tornei della Federazione inglese); in particolare in quest'ultimo torneo conta complessivamente 8 partecipazioni, la prima delle quali nell'edizione 1876-1877 e l'ultima nell'edizione 1900-1901, ed il miglior risultato ottenuto nel torneo è l'eliminazione nei quarti di finale della FA Cup 1882-1883. Nei primi anni dalla sua fondazione il club fu inoltre uno dei più vincenti nel panorama calcistico gallese: oltre ai buoni risultati ottenuti in FA Cup, infatti, i Druids tra il 1876 ed il 1886 vinsero per 5 volte la coppa nazionale gallese, perdendo inoltre 3 finali nel corso del medesimo lasso di tempo; a questi successi se ne aggiunsero poi altri 3 (ed altre 2 finali perse) tra il 1897 ed il 1904.
Nel corso del secolo successivo il club militò poi in varie leghe di tipo semiprofessionistico principalmente a carattere regionale o comunque al massimo interregionale, senza mai raggiungere i tornei della Football League; anche in Coppa del Galles il risultato migliore ottenuto dopo l'ultimo successo risalente al 1904 furono alcune eliminazioni al quarto turno (coincidente con gli ottavi di finale), la maggior parte delle quali peraltro nel decennio precedente allo scoppio della prima guerra mondiale. Dopo questo lungo periodo di anonimato il club tornò a giocare a livelli più alti dalla stagione 1992-1993, alla nascita dei campionati nazionali gallesi: pur mantenendosi semiprofessionistico, venne infatti inserito nella Cymru Alliance, ovvero sostanzialmente la nuova seconda divisione gallese. Al termine della stagione 1998-1999, dopo sette stagioni consecutive in tale torneo, i Druids vinsero il campionato e così nella stagione 1999-2000 esordirono nella prima divisione gallese. La permanenza in massima serie dura in totale undici stagioni, fino al termine della stagione 2009-2010. Nella stagione 2001-2002 il club riesce inoltre a 98 anni di distanza dall'ultima volta a raggiungere le semifinali di Coppa del Galles, torneo in cui nella stagione 2011-2012, pur giocando in seconda divisione, raggiunge (e perde) invece la finale, a 108 anni di distanza dall'ultima volta. La permanenza in seconda divisione termina poi alla fine della stagione 2013-2014, ovvero quattro anni dopo la precedente retrocessione. Nel frattempo, nella stagione 2012-2013 il club grazie alla finale di coppa persa contro i campioni nazionali del The New Saints aveva potuto esordire nelle competizioni UEFA per club, prendendo parte alla UEFA Europa League 2012-2013, venendo eliminato nel primo turno preliminare con il punteggio complessivo di 5-0 dai finlandesi del MyPa (riuscendo peraltro a pareggiare per 0-0 la partita casalinga). Tra il 2014 ed il 2016 i Druids sono poi protagonisti di una retrocessione in seconda divisione e di una nuova promozione in massima serie, categoria in cui nella stagione 2016-2017 ottengono un ottavo posto in classifica, ovvero il miglior piazzamento di sempre fino a quel momento (in precedenza non erano mai andati oltre il decimo posto). Il quinto posto della stagione 2017-2018, invece, oltre a migliorare il piazzamento record consente di raggiungere nuovamente l'Europa League: anche in questa occasione l'avventura europea dura due sole partite, concludendosi al primo turno preliminare con un'eliminazione per mano dei lituani del Trakai con il punteggio complessivo di 2-1.
A seconda della sponsorizzazione, il club è stato rinominato Flexsys Cefn Druids nel 1998, e NEWI Cefn Druids nel 2003 (dopo la sponsorizzazione dal North East Wales Institute of Higher Education). Il club è stato rinominato in Elements Cefn Druids nell'estate del 2009. Il club è tornato a chiamarsi Cefn Druids nel 2010 dopo la fine dell'accordo di sponsorizzazione. John Keegan è stato nominato direttore del CEFN Druids nel maggio 2014. Iniziò come calciatore con il York City dove ottenne tre presenze nella stagione 1999-2000. Keegan ha anche giocato con l'Holywell, il Caernarfon Town e il Colwyn Bay. Keegan è entrato a far parte del Druids come calciatore nel 2012, ma è uscito un anno dopo per diventare assistente manager del Conwy Borough in Huws Grey Alliance con Herbert. Possiede la seconda licenza di coaching più alta (UEFA A). Chris Herbert è stato nominato primo coordinatore della squadra, dopo aver guidato il Conwy Borough al terzo posto nella Huws Grey Alliance 2012-2013. Mark Roberts è entrato nel club nel 2014 per assistere John Keegan nella squadra di gestione, Roberts è un allenatore qualificato al FAW. Roberts e Keegan sperano di portare il Druids al traguardo di prima classe.

## Palmarès

### Competizioni nazionali
- Cymru Alliance: 2

1998-1999, 2013-2014
- Coppa del Galles: 8

1879-1880, 1880-1881, 1881-1882, 1884-1885, 1885-1886, 1897-1898, 1898-1899, 1903-1904
- FAW Trophy: 1

1902-1903

### Competizioni regionali
- Welsh National League (Wrexham Area): 1

1950-1951

### Altri piazzamenti
- Coppa del Galles:

Finalista: 1877-1878, 1882-1883, 1883-1884, 1899-1900, 1900-1901, 2011-2012
Semifinalista: 2001-2002
- Cymru Alliance:

Secondo posto: 2012-2013, 2015-2016
Terzo posto: 1997-1998, 2010-2011

## Statistiche e record

### Statistiche nelle competizioni UEFA
Tabella aggiornata alla fine della stagione 2018-2019.
| Competizione                  | Partecipazioni | G | V | N | P | RF | RS |
| ----------------------------- | -------------- | - | - | - | - | -- | -- |
| Coppa UEFA/UEFA Europa League | 2              | 4 | 0 | 2 | 2 | 1  | 7  |